# هاروکا کینامی
هاروکا کینامی (انگلیسی: Haruka Kinami؛ زادهٔ ۹ اوت ۱۹۸۵) بازیگر اهل ژاپن است.